# Oncești (Bacău)
Onceşti è un comune della Romania di 1 781 abitanti, ubicato nel distretto di Bacău, nella regione storica della Moldavia.
Il comune è formato dall'unione di 8 villaggi: Bărboasa, Dealu Perjului, Oncești, Onceștii Vechi, Satu Nou, Tarnița, Taula.